# Эль-Кататни, Саад
Мохаммед Саад Тевфик эль-Кататни (араб. محمد سعد توفيق الكتاتني‎, род. 4 марта 1952) — египетский политик. С октября 2012 года является председателем партии свободы и справедливости. С января по сентябрь 2012 года занимал пост председателя палаты представителей Египта. Ранее входил в состав руководства «Братьев-мусульман» и занимал пост первого генерального секретаря партии свободы и справедливости.

## Биография
Родился 4 марта 1952 года. Изучал ботанику в Ассиутском университете, который окончил в 1974 году со степенью бакалавра наук. Затем в течение одного года служил в армии по призыву. После окончания службы возобновил учёбу в институте, специализируясь в микробиологии, в 1979 году получил степень магистра. Затем четыре года учился и преподавал в университете Минья. После окончания учёбы преподавал в том же университете. В 1991 году стал ассоциированным профессором, в 2004 — профессором.

### Политическая карьера
В 2005—2010 годах возглавлял парламентский блок «Братьев-мусульман». Затем вошёл в состав их руководства, вышел из руководства «Братьев-мусульман» после вступления в партию свободы и справедливости. Стал первым генеральным секретарём партии свободы и справедливости.
В январе 2012 года был выдвинут партией свободы и справедливости на пост председателя палаты представителей Египта. Эль-Кататни был избран, получив 399 голосов из 498.
В октябре 2012 года был избран председателем партии свободы и справедливости. На тот момент партия свободы и справедливости являлась крупнейшей партией Египта и имела 47 % мест в нижней палате парламента.
4 июля 2013 года, после произошедшего чуть ранее военного переворота Эль-Кататни был арестован. 14 июля генеральный прокурор Египта Хишам Баракат отдал приказ о заморозке его активов.

### Политические взгляды
После избрания председателем партии свободы и справедливости Эль-Кататни заявил, что собирается ввести в Египте законы шариата.